# Higueras
Higueras – gmina w Hiszpanii, w prowincji Castellón, we wspólnocie autonomicznej Walencja, o powierzchni 11,84 km². W 2011 roku liczyła 57 mieszkańców.